# Regla Hernández
Regla Caridad Hernández Buides (Matanzas, 27 aprile 1968) è un'ex cestista cubana.

## Carriera
Con Cuba ha disputato i Giochi olimpici di Barcellona 1992, tre edizioni dei Campionati mondiali (1986, 1990, 1994) e i Campionati americani del 1993.